# Gianfranco Bedin
Gianfranco Bedin   (San Donà di Piave, 24 de juliol de 1945) és un exfutbolista italià que jugava com a migcampista box-to-box o defensiu. Bedin va començar la seva carrera amb l'Internazionale, jugant per a l'equip durant una dècada, i va formar part de la seva victòria a la Copa d'Europa el 1965; més tard també va jugar per a la Sampdoria, el Varese, el Livorno i el Rondinella. A nivell internacional, també va ser 6 vegades internacional amb la selecció italiana de futbol entre 1966 i 1972.

## Carrera de club
Nascut a San Donà di Piave, Bedin és recordat principalment pel futbol de club que va jugar a l'Internazionale del 1964 al 1974, com a membre del reeixit equip " Grande Inter " d'Helenio Herrera. Va jugar 211 partits de la Sèrie A amb el club milanès, guanyant tres títols de la Sèrie A, la Copa d'Europa i dues Copes Intercontinentals, i també va arribar a la final de la Coppa Itàlia, així com a una altra final de la Copa d'Europa.
Va jugar com a titular la final de la Copa d'Europa de 1965, que l'Inter va guanyar contra el SL Benfica per 1 a 0 a San Siro, la segona victòria consecutiva de l'Inter en la competició.
El 1967 va jugar com a titular la final de la Copa d'Europa, que l'Inter va perdre contra el Celtic FC per 2 a 1 a l'Estádio Nacional de Lisboa.
Posteriorment també jugaria a l'UC Sampdoria (1974–78), AS Varese 1910 (1978–79), AS Livorno Calcio (1979–80) i San Frediano Rondinella SS (1980–81), abans de retirar-se el 1981.

## Carrera internacional
Bedin també va representar la selecció italiana de futbol a nivell internacional, jugant 6 partits amb la selecció nacional entre 1966 i 1972, tot i que, malgrat el seu èxit a nivell de club amb l'Inter, mai va representar Itàlia en un gran torneig internacional.

## Estil de joc
Principalment un jugador que guanyava la pilota, Bedin era conegut en particular per la seva anticipació, resistència, ritme de treball, marcatge d'homes i la seva capacitat de llegir el joc com a migcampista defensiu o box-to-box, cosa que li permetia donar suport als seus companys d'equip més creatius i ofensius defensivament. Un jugador modern i bidireccional, també era capaç d'iniciar jugades d'atac i d'arribar a bones posicions ofensives després de recuperar la possessió.

## Palmarès
Inter de Milà
- Sèrie A: 1964–65, 1965–66, 1970–71
- Copa d'Europa: 1964–65
- Copa Intercontinental: 1964, 1965